# 東小松川香取神社

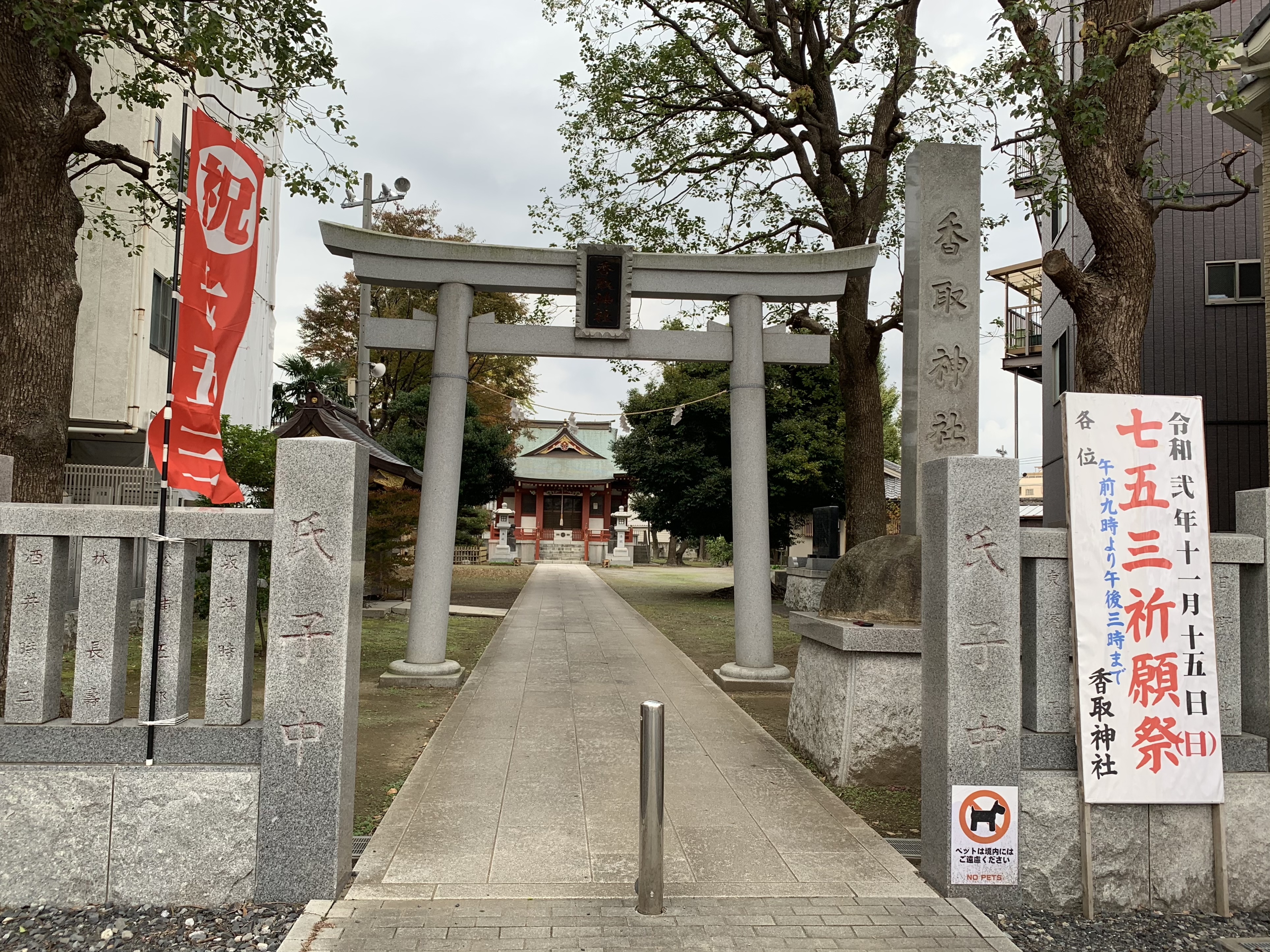
鳥居と本殿

香取神社（かとりじんじゃ）は東京都江戸川区の神社。通称は東小松川香取神社（ひがしこまつがわかとりじんじゃ）。

## 歴史
1277年（建治3年）に創建された。東小松川村の鎮守であった。同じ中央4丁目で、わずか300メートル北に「香取神社」の名を持つ新小岩香取神社があるが、そちらは西小松川村の鎮守であり、かつては別の村の神社であった。
境内は「東小松川香取神社遺跡」と呼ばれる遺跡の上にあり、1953年（昭和28年）に、土師器や須恵器などが出土している。

## 交通アクセス
- 新小岩駅より徒歩16分。